# 汝作枚
汝作枚，字次阜，陝西省西安府富平縣人，清朝政治人物、進士出身。

## 生平
光緒十八年，登進士，授迁安县知县。